# ノット・4・セール (サミー・ヘイガー・アンド・ザ・ワボリタスのアルバム)
『ノット・4・セール』（Not 4 Sale）は、サミー・ヘイガーが2002年に「サミー・ヘイガー・アンド・ザ・ワボリタス」名義で発表したスタジオ・アルバム。

## 背景
ヘイガー自身のレーベル「カボ・ワボ・ミュージック」から発売された。収録曲「スタンド・アップ」は、元々はヘイガーが映画『ロック・スター』（2001年公開）に提供した曲で、劇中では「スティール・ドラゴン」が演奏した。「胸いっぱいのZEPを」は、レッド・ツェッペリンの楽曲「胸いっぱいの愛を」、「ブラック・ドッグ」、「カシミール」を素材としている。
2002年当時は日本発売されず、ポニーキャニオンからの日本盤CD (PCCY 01674)は、2003年のライヴ・アルバム『ライヴ・ハレルヤ』の日本盤(PCCY 01675)と同時発売となった。

## 反響・評価
セールス的には大きな成功に至らず、アメリカの総合アルバム・チャートBillboard 200では最高181位に終わり、『ビルボード』のインディペンデント・アルバム・チャートでは11位を記録した。
Greg Pratoはオールミュージックにおいて5点満点中3.5点を付け「"Stand Up"や"Halfway to Memphis"は正にヘイガーらしい曲で、レッド・ツェッペリンに敬意を表した"Whole Lotta Zep"は、夜のカボ・ワボでヘイガー中心のジャムを観ているような気にさせられる」と評している。また、Jerry Ewingは2020年、ヘイガーのキャリアを通じた必聴盤9作の一つに本作を挙げ「ヴァン・ヘイレン脱退後のアルバムとしては特に優れている」「配給の問題で完全に見過ごされてしまったが、彼のカタログの中でも知られざる逸品である」と評している。

## 収録曲
特記なき楽曲はサミー・ヘイガー作。
1. スタンド・アップ - Stand Up - 5:57
2. ハレルヤ - Hallelujah - 4:07
3. ハーフウェイ・トゥ・メンフィス - Halfway to Memphis - 4:30
4. シングス・ハヴ・チェンジド - Things've Changed (Jesse Harms) - 4:18
5. 胸いっぱいのZEPを - Whole Lotta Zep (Robert Plant, Jimmy Page, John Paul Jones, John Bonham) - 3:28
6. ザ・ビッグ・ネイル - The Big Nail - 3:29
7. メイク・イット・オールライト - Make It Alright - 2:33
8. ノット・4・セール - Not 4 Sale (Sammy Hagar, Joe Hutchinson) - 3:38
9. ザ・ビッグ・スクエア・インチ - The Big Square Inch - 4:11
10. カーマ・ホイール - Karma Wheel - 5:48

## 参加ミュージシャン
- サミー・ヘイガー - リード・ボーカル、ギター
- ジェシー・ハームス - キーボード
- ヴィクター・ジョンソン - ギター
- モナ - ベース
- デヴィッド・ラウザー - ドラムス、ボーカル